# Kay Tse
Kay Tse On- kei (Nació el 13 de marzo de 1977) es una cantante y compositora del CantoPop de Hong Kong, ha trabajado con famosos cantantes intérpretes de la música cantonesa. Tse hizo su debut en la industria musical firmando con el sello discográfico Ban Ban Music en 2005 y lanzó su álbum debut. Ella se convirtió en una figura prominente en la cultura de la música Cantopop. Ella es conocida versatilidad, por su rango vocal y por su experiencia en diversos géneros de la música, sobre todo en el jazz.
Alcanzó el éxito comercial en 2008, con la canción "Wedding Invitation Street", superando a las cuatro finalistas principales de un concurso de canto organizado en Hong Kong. Debido a la exitosa y aclamada crítica de su álbum binario, Tse ganó muchos premios en enero de 2009, incluyendo "Media Award - Album" y "Media Award - Performer" , que son considerados como los premios más prestigiosos de la industria de la música de Hong Kong. A principios de 2009, lanzó su sexto álbum titulado, "Yelling" y que cuenta con un sencillo denominado la "Song of The Year". Tse se embarcó en su primera gira denominada, Yelling LIVE 2009 y de su álbum, posteriormente, se convirtió en el noveno más vendido de 2009. En noviembre de 2010, lanzó su álbum debut en mandarín titulado, "My Second Home", que cuenta con el número uno de su sencillo titulado "Weakness". Medios la alabaron como "Grass -Root Queen", el aumento de su influencia en la industria de la música de Hong Kong. Junto con Joey Yung , Miriam Yeung, Denise Ho, entre otros, Tse es considerada en la actualidad como una de las principales exponentes del género Cantopop femenina de primer nivel. Se casó con Louis Cheung, un reconocido cantante, el 20 de enero de 2007 y dio a luz a su hijo el 16 de junio de 2007. 

## Discografía

### Álbumes
| Álbum # | Información | Premios |
| ------- | --- | --- |
| 1st     | Kay One - Released: 6 May 2005 - Label: Avex Asia                                                                      | |
| 2nd     | K sus2 - HKRM Chart no. 2 - Release Date: 2 June 2006 - Label: Avex Asia                                               | |
| 3rd     | The First Day - HKRM Chart no. 1 - Release Date: 18 de enero de 2007 - Label: Cinepoly                                 | |
| 4th     | 3/8 - HKRM Chart no. 4 - Release Date: 11 December 2007 - Label: Cinepoly                                              | |
| 5th     | Binary - HKRM Chart five weeks no. 1 - Fecha de lanzamiento: 25 de julio de 2008 - Discográfica: Go East Entertainment | RTHK Top 10 Gold Songs: 1. Top 10 Song (for 囍帖街) 2. Top International Chinese Song (for 囍帖街) JSG Best Ten Music Awards: 1. Top 10 Song (for 囍帖街) 2. Four Channel Award (for Binary) 3. Gold Song Gold Award (for 囍帖街) |
| 6th     | Yelling - HKRM Chart no. 2 - Release Date: 19 March 2009 - Label: Go East Entertainment                                | RTHK Top 10 Gold Songs: Top 10 Song (for 年度之歌) |
| 7th     | Slowness - HKRM Chart no. 3 - Release Date: 21 December 2009 - Label: Cinepoly                                         | RTHK Top 10 Gold Songs: Top 10 Song (for 雨過天陰) |
| 8th     | My Second Home (Mandarin) - HKRM Chart no. 2 - Release Date: 5 November 2010 - Label: Cinepoly                         | RTHK Top 10 Gold Songs: Top Mandarin Song (for 脆弱) |
| 9th     | Your Happiness - Release Date: 14 October 2011                                                                         | RTHK Top 10 Gold Songs: Top 10 Song (for 你們的幸福) |

### Singles
| Año  | Álbum                       | Sencillo                                                 | 903 | TVB | 997 | RTHK | MOOV      |
| ---- | --------------------------- | -------------------------------------------------------- | --- | --- | --- | ---- | --------- |
| 2005 | Kay One                     | 姿色份子                                                 | 10  | 7   | –   | 16   | –         |
| 2005 | Kay One                     | 我歌…故我在                                              | 12  | –   | –   | –    | –         |
| 2005 | Kay One                     | 臭男人                                                   | 4   | –   | 16  | 18   | –         |
| 2005 | Kay One                     | 開卷快樂                                                 | 16  | –   | –   | –    | –         |
| 2005 | Kay One                     | 一人之夏                                                 | 17  | –   | –   | –    | –         |
| 2005 | Ksus2                       | 跟我走                                                   | 11  | 1   | –   | 6    | –         |
| 2006 | Ksus2                       | 愁人節                                                   | 1   | 1   | 7   | 5    | –         |
| 2006 | Ksus2                       | 亡命之途                                                 | 3   | –   | –   | 5    | –         |
| 2006 | Ksus2                       | 菲情歌                                                   | 14  | 3   | 5   | 4    | –         |
| 2006 | All The Best（2nd Edition） | 滄海遺珠（Featuring. 劉浩龍）                            | –   | 4   | 5   | –    | 2         |
| 2006 | The First Day               | 後窗知己                                                 | 20  | 5   | 2   | 5    | 8         |
| 2006 | The First Day               | 節外生枝                                                 | 1   | 1   | –   | 1    | –         |
| 2007 | The First Day               | 第一天                                                   | 4   | –   | 2   | 10   | –         |
| 2007 | 3/8                         | 3/8                                                      | 2   | –   | –   | 8    | 8         |
| 2007 | 3/8                         | 鍾無艷                                                   | 1   | 5   | 2   | 1    | 1 (6 wks) |
| 2008 | 3/8                         | 神奇女俠的退休生活                                       | 3   | 1   | 2   | 1    | 4         |
| 2008 | Binary                      | 17度                                                     | 1   | 1   | 1   | 3    | 1         |
| 2008 | –                           | 心火相傳（Featuring. 吳雨霏、林峯, 農夫 and 方大同）     | –   | –   | –   | 1    | –         |
| 2008 | Hello...My Name Is          | 四面楚歌（Featuring. 關楚耀）                            | 1   | 2   | 1   | 1    | 7         |
| 2008 | Binary                      | 囍帖街                                                   | 1   | 1   | 1   | 1    | 1 (6 wks) |
| 2008 | –                           | 同心同路（Featuring. 關楚耀、張敬軒、孫耀威 and 譚詠麟） | –   | –   | –   | 1    | 48        |
| 2008 | Binary                      | 十字架                                                   | 5   | –   | 3   | 2    | 8         |
| 2008 | Binary                      | 私隱線                                                   | 13  | –   | –   | –    | 14        |
| 2009 | Yelling                     | 祝英台                                                   | 1   | 1   | 1   | 1    | 1 (3 wks) |
| 2009 | Yelling                     | 年度之歌                                                 | 1   | 1   | 1   | 1    | 1         |
| 2009 | Yelling                     | 吶喊                                                     | 15  | –   | 4   | 8    | 5         |
| 2009 | Yelling                     | 字裡行奸                                                 | –   | –   | 6   | –    | 15        |
| 2009 | Yelling                     | 我最喜愛的歌                                             | –   | –   | 3   | 9    | 29        |
| 2009 | Slowness                    | 活著                                                     | 1   | 3   | 1   | 1    | 1         |
| 2010 | Slowness                    | 藝妓回憶錄                                               | 1   | ^   | 2   | 5    | 11        |
| 2010 | Slowness                    | 雨過天陰                                                 | 7   | ^   | 2   | 1    | 12        |
| 2010 | Slowness                    | 載我走                                                   | –   | ^   | –   | 13   | –         |
| 2010 | My Second Home (Mandarin)   | 脆弱                                                     | 1   | ^   | 1A  | 2    | 2         |
| 2010 | My Second Home (Mandarin)   | 再見                                                     | 1   | ^   | 2A  | 10   | 1         |
| 2011 | 你們的幸福                  | 十二月二十                                               | 1   | ^   | 1   | 1    | –         |
| 2011 | 你們的幸福                  | 你們的幸福                                               | 1   | ^   | 1   | 1    | –         |
| 2011 | 你們的幸福                  | 十二月二十二                                             | 2   | ^   | –   | –    | –         |
| 2012 | 你們的幸福                  | 臨崖勒馬                                                 | 2   | ^   | 2   | 1    | –         |

- (^) Single was unable to chart due to disagreement between Universal Music Group and TVB

- (*) Single is currently charting

- (A) Single's chart position on Mandarin equivalent of the chart

### Presentaciones en otros álbumes
| Infoemación                                                                                                   | Pistas de canciones                                                                                    |
| --- | --- |
| Avex Asia 10th Anniversary Super Star Collection - Artist: Various Artist - Released: 2005 - Label: Avex Asia | Disc 2 – Track 2. "Beauties" (姿色分子)                                                                |
| 2007 Love Songs Collection - Artist: Various Artists - Released: 2007 - Label: Go East                        | Disc 1 – Track 9. "Lonesome Festival" (愁人節) Disc 2 – Track 10. "Rear Window Soulmate" (後窗知己)    |
| 2008 Love Songs Collection - Artist: Various Artists - Released: 2008 - Label: Go East                        | Disc 1 – Track 1. "Wedding Invitation Street" (囍帖街) Disc 2 – Track 12. "Seventeen Degrees" (十七度) |
| Uni-Power - Artist: Various Artists - Released: 2009 - Label: Universal Music Hong Kong                       | Track 2. "青春無晦 ft.Eason Chan"                                                                      |

- Datos: Q2481902
- Multimedia: Kay Tse / Q2481902